# Noël Riley Fitch
Pour les articles homonymes, voir Fitch.
Noël Riley Fitch est une biographe et historienne américaine des intellectuels américains expatriés à Paris pendant la première moitié du XXe siècle. Elle est l'auteur de plusieurs ouvrages consacrés à Paris (Literary Cafes of Paris, Walks in Hemingway’s Paris) ainsi que de trois biographies : Sylvia Beach and the Lost Generation (1983), traduit en japonais, espagnol, allemand, italien et français; Anaïs: The Erotic Life of Anaïs Nin (1993), traduit en français, allemand, espagnol, portugais et polonais et nommé pour le Prix des Lectrices de Elle. Elle est par ailleurs la première biographe autorisée de Julia Child - Appetite for Life: the Biography of Julia Child (1997),. Walks in Hemingway’s Paris, étude biographique et géographique des années parisiennes du romancier américain est traduit en néerlandais et Cafés of Paris en néerlandais et allemand.

## Biographie
Née le 24 décembre 1937 à New Haven dans le Connecticut de parents originaires de la Nouvelle Angleterre (John E. Riley and Dorcas Tarr), Fitch est élevée avec deux jeunes sœurs dans la plaine de la rivière Snake en Idaho. Elle vit à Quincy dans le Massachusetts à Pasadena, La Jolla et Los Angeles en Californie ainsi qu'à Paris. Sa carrière d'écrivain commence quand elle est chroniqueuse pour son école secondaire mais c'est au cours de ses études supérieures qu'elle découvre l'histoire de la librairie de Sylvia Beach sur la rive gauche de Paris et décide de raconter l'histoire de Sylvia Beach, de sa librairie Shakespeare and Company (1919-1942) et de la publication du Ulysse de James Joyce (1922 ). Depuis lors, chaque livre de Fitch a un lien avec Paris et les artistes qui y vivent et travaillent, y compris ses biographies de Beach, Nin et Child. En juin 2011 Noel Riley Fitch est lauréate du Prix de la Tour Montparnasse pour son Sylvia Beach : Une Américaine à Paris éditions Perrin, 2011, traduction en français par Elizabeth Danger du Sylvia Beach and the Lost Generation paru en 1983.
Sa biographie Appetite for Life: The Biography of Julia Child (1997) est rédigée en pleine collaboration avec Julia Child. Publishers Weekly dit du livre qu'il est écrit « chaleureusement et de façon convaincante ». Kirkus Reviews appelle ses « détails... exquis » et l'histoire « exhaustive, charmante ». Entertainment Weekly le place à la cinquième position des dix meilleurs livres de l'année..
À la suite de la publication de Literary Cafés of Paris, Fitch revient au genre du récit de voyage pour composer The Grand Literary Cafés of Europe (Londres, 2006; US, 2007). Couvrant l'histoire du café et des cafés, le livre comporte près de 40 cafés dans 20 pays, de Londres à Moscou, Lisbonne à Bucarest et Rome. Paris Café; The Sélect Crowd, coécrit avec l'illustrateur Rick Tulka, est publié en novembre 2007.
Fitch apparaît dans plusieurs films documentaires dont Portrait of a Bookstore as an Old Man, Berenice Abbott: A View of the Twentieth Century (1992), Paris The Luminous Years [PBS 2010] et la biographie (en) de Julia Child diffusée le 14 octobre 1997 et basée sur son livre Appetite for Life.
Fitch est titulaire d'un Ph.Dde l'Université d'État de Washington et enseigne à la Point Loma Nazarene University, San Diego State University, Université de Californie du Sud et à l'Université américaine de Paris. Elle est actuellement en train d'écrire l'histoire de l'Irlandaise Louison O'Morphi Marie-Louise O'Murphy, maîtresse de Louis XV, modèle du peintre rococo François Boucher et objet d'un chapitre dans les mémoires de Giacomo Casanova. Le livre est issue de nombreuses années de l'histoire franco-irlandaise.
Fitch a récemment pris sa retraite de conférencière à la fois de l'Université de Californie du Sud et de l'Université américaine de Paris. Elle et son mari vivent à Los Angeles, Paris et New York. Elle a une fille adulte.

## Collections Noël Riley Fitch
Firestone Princeton University Library, Manuscript Division : Noël Riley Fitch Papers-C0841 1858-2011 (essentiellement 1965-1995). La collection se compose d'écrits, de correspondances, d'entretiens, d'ouvrages imprimés et autres documents de Noël Riley Fitch. Est également incluse une sélection des papiers de Sylvia Beach que Fitch a consultés pour son livre Sylvia Beach and the Lost Generation: A History of Literary Paris in the Twenties and Thirties (1983). 
- Firestone Princeton University Library

The University of Texas at Austin, Harry Ransom Humanities Research Center : Noël Riley Fitch an inventory of her papers G11541, G12152. The collection contains Fitch's research, from inception to culmination, for the 1993 publication of the biography, Anaïs: The Erotic Life of Anaïs Nin. 
- The University of Texas at Austin

New York University, Fales Library and Special Collections : Elmer Holmes Bobst Library. Guide to the Noël Riley Fitch Julia Child Papers 1912 - 2011 MSS 323. The Noël Riley Fitch Julia Child Papers se compose essentiellement de matériaux liés à la recherche, à l'écriture et à la réception du livre Appetite for Life: The Biography of Julia Child. 
- New York University

Southern Illinois University, Special Collections Research Center : The Noël Riley Fitch Collection of Henry Miller, 1987-1993 1/1/MSS 270. La collection comprend la correspondance, des critiques du Significant Other et un manuscrit de A Literate Passion: letters of Anaïs Nin and Henry Miller.
- Southern Illinois University

## Publications

### Livres
- 2011 Sylvia Beach: Une américaine à Paris Paris: Perrin. Traduction d'Elisabeth Danger 2011. 630 pp
- 2009 The Letters of Sylvia Beach préface; NY: Columbia UPress
- 2007 Paris Café: Sélect Crowd. NY: Soft Skull Press. 120pp.
- 2006 USA/CANADA 2007 The Grand Literary Cafés of Europe. London: New Holland 160pp
- 2005 La Libraia di Joyce: Sylvia Beach e la generazione perduta. Milano, Italy: il Saggiatore 559 pp.
- 2005 Literary Cafés of Paris New Edition: River City Publications.
- 2000 [Anaïs, traduction en polonais]
- 1999 Appetite for Life. Édition de poche, Anchor Books
- 1997 Appetite for Life: The Biography of Julia Child. New York: Doubleday, 569 pp.
- 1996 A Vida Erótica de Anaïs Nin. Lisbonne : Círculo de Leitore pp500
- 1995 Anaïs: Des erotische Leben der Anaïs Nin. Munich: Europaverlag, 704 pp
- 1994 Erotique Anaïs Nin. Traduction Marguerite Le Clézio. Paris : Filipacchi. 701 pp. en lice pour Le Prix des Lectrices de Elle
- 1993 Anaïs: the Erotic Life of Anaïs Nin. New York: Little Brown. 510 pp US/Eng.paper ‘94 Book-of-the-Month alternative.
- 1993 Die literarischen Café von Paris. Traduction de Katharina Förs et Gerlinde Schermer-Rauwolf. Allemagne: Arche, 1993. 93 pp.
- 1992 Literaire Café's van Parijs. Traduction de Jaap van der Vijk. Amsterdam: Uitgeverij Balans, 1992. 92 pp.
- 1991 Sylvia Beach y La Generacion Perdida. Traduction de Gracia Rodríquez. Barcelone : Editorial Lumin, 611 pp.
- 1990 Walks in Hemingway's Paris. New York: St. Martins Press.
- 1990 Met Hemingway in Parijs: Wandelingen voor de literaire reiziger. Naarden: Strengholt, 191 pp.
- 1989 Literary Cafés of Paris. Washington D.C.: Starrhill Press, 80 pp.
- 1989 Hemingway in Paris: Parisian Walks for the Literary Traveller. London : Thorsons, 195 pp.
- 1988 Sylvia Beach: Eine Biographe im Literarischen Paris 1920–1940. Traduction d'Angelika Schleindl. Frankfurt: Insel, 492 pp.
- 1986-87 Sylvia Beach & the Lost Generation. 2 vols. Tokyo: Kaibun Sha Shuppan, 472 pp.
- 1985 Faith and Imagination: Essays on Evangelicals and Literature. Édité avec Richard W. Etulain, 180 pp.
- 1984 Sylvia Beach and the Lost Generation: A History of Literary Paris in the Twenties and Thirties. London: Souvenir Press, 447 pp.; Penguin paperback, 1985, réimprimé en 1988.
- 1983 Sylvia Beach and the Lost Generation: A History of Literary Paris in the Twenties and Thirties. New York: W. W. Norton, 447 pp. (now in its 11th printing) Paperback, 1985. Book-of-the-Month alternate.

### Périodiques
- Child in Paris, Paris Notes. Cover essay. March, 2007
- Notre Dame de la cuisine and the Prince des Gastronomes, Gastronomica; The Journal of Food and Culture. Summer, 2005: 73-79. caliber.ucpress.net/doi/abs/10.1525/gfc.2005.5.3.73
- America honors its favorite ‘French Chef’, International Herald Tribune 24 juillet 2003, mardi 9.
- A Writer’s Secret Place, Michigan Quarterly Review. Spring 2000. pp 451–52.
- Beach, Sylvia Woodbridge, American National Biography. ACLS. Oxford Univ.Press, 2000. pp. 389–90.
- A New Beginning for Julia Child, AIWF Newsletter 13 (juin 1999): 3.
- This is Everybody’s Life and When ‘Biography’ Calls, Los Angeles Times Calendar (26 April 1998): 4-5, 95-96.
- Life Lessons from Julia Child, Bottom Line: Tomorrow. 6.4 (avril 1998) 1-2.
- A Dramatic Encounter at Louveciennes, 1990, in Anaïs Nin: A Book of Mirrors. Ed. Paul Herron. MI: Sky Blue Press, 1996, pp. 21–24.
- Julia: The Book, American Institute of Wine and Food Newsletter (août 96): 3.
- The Crisco Kid, Los Angeles Magazine (August 1996): 82-84.
- Sylvia Beach: Commerce, Sanctification, and Art on the Left Bank, in A Living of Words: American Women in Print Culture. Ed. Susan Albertine. Knoxville: Univ. of Tennessee Press, 1995, pp. 189–206.
- The Literate Passion of Anaïs Nin and Henry Miller in Significant Others: Creativity and Intimate Partnership. Eds. Whitney Chadwick & Isabelle de Courtivron. London: Thames & Hudson, 1993, pp. 154–171.
- Djuna Barnes in American Writers Supplement III. New York: Scribners, 1993.
- The Elusive 'Seamless Whole': A Biographer Treats (or Fails to Treat) Lesbianism in Lesbian Texts and Contexts: Radical Revisions. Eds. Karla Jay & Joanne Glasgow. New York: New York University Press, 1990, 59-69 pp.
- Introduction to In transition: A Paris Anthology. New York: Doubleday; London: Weidenfeld & Nicholson, 1990, 11-16 pp.
- La Communion Gastronomique in L’honnête volupté: Lettre International. Paris: Editions Michel de maule. December 1989, pp. 86–88.
- Bohemian Paris, Paris Magazine, été 1989. Special Bicentennary Edition, pp. 3–5.
- L'Entente de la Vie, Arete. vol. 2, issue 1 (July/Aug. 1989), pp. 80–85.
- The First Ulysses in James Joyce: The Augmented Ninth. Ed. Bernard Benstock. Syracuse Univ. Press, 1988, pp. 349–61.
- The Banality of Genius, James Joyce Literary Supplement. no 3 (printemps 1988): 13.
- Paris was matria and sororitas, James Joyce Literary Supplement. No. 1 (mai 1987): 8-9.
- The Cover, Journal of Library Science. vol. 21, no 3 (été 1986): 600-03.
- The Failure of Spiritual Values in Henry James's The Aspern Papers et The Christian as Catcher: On Reading Secular Literature in Faith and Imagination. Albuquerque, New Mexico: Far West Books, 1985: 91-101, 13-19.
- Sylvia Beach, Americans in Paris, 1920–1939, Vol. 4, Dictionary of Literary Biography. Detroit: Gale Research, 1980: 28-37.
- Voyage to Ithaca: William Carlos Williams in Paris, The Princeton University Library Chronicle AL (spring 1979): 193-214.
- Ernest Hemingway c/o Shakespeare & Company, Fitzgerald/Hemingay Annual 1977 (Detroit: Brucolli/Clark Research, 1977): 157-181.
- A Decade of Women: A Perspective from Mexico City," Wittenburg Door Vol. 26 (Aut./Sept 1975): 18-19.
- Sylvia Beach's Shakespeare and Company: Port of Call for American Expatriate, Research Studies. Vol. 33, no 5 (déc. 1965): 197-207.